# Le Petit Train de la mémoire
Le Petit train de la mémoire est un interlude pour l'ORTF créé en 1963 par Maurice Brunot. Il remplace Rébus Express diffusé depuis 1960.
La musique de cet indicatif (1963) est signé Alec Siniavine et les arrangements sont de Raymond Lefèvre et Paul Mauriat.
Cet interlude est secondé à partir de 1969 par le Télé-Rébus croisés (TRC), réalisé par Brunot.